# Взломщики кодов
«Взломщики кодов» (англ. The Codebreakers) — книга Дэвида Кана 1967 года, фундаментальный труд по истории криптографии.
Книга вышла в 1967 году, не содержала новых открытий в области криптографии, но подробно описывала имеющиеся на тот момент результаты в области криптографии, включала большой исторический материал, в том числе успешные случаи использования криптоанализа, а также некоторые сведения, которые правительство США полагало всё ещё секретными.
Книга имела заметный коммерческий успех и познакомила с криптографией десятки тысяч людей. С этого момента в открытой печати постепенно стали появляться другие работы по криптографии.

## История создания
Дэвид Кан работал редактором газеты «International Herald Tribune», офис которой располагался в Париже, и в 1961 году подписал контракт на написание книги о кодах и криптографии. Два года Кан писал книгу в свободное от работы время, затем уволился с работы и посвятил книге всё своё время.
Американский криптограф Брэдфорд Харди III (англ. Bradford Hardie III) вносил в книгу правки, выполнял перевод текстов с немецкого языка и добавлял конфиденциальную информацию.
Книга содержала информацию об Агентстве национальной безопасности (АНБ), и, согласно книге Джеймса Бэмфорда (англ. James Bamford) «The Puzzle Palace: a Report on America’s Most Secret Agency», АНБ пыталось предотвратить её публикацию, используя различные способы, в том числе и публикацию отрицательных отзывов о работах Кана.
Совет разведки США заключил, что книга являлась «ценной поддержкой для иностранных органов коммуникационной безопасности» и рекомендовал «продолжать легальные сдерживающие действия, чтобы воспрепятствовать Кану либо его возможным издателям». 4 марта 1966 года издательство «Macmillan Publishers» передало рукопись Кана федеральному правительству США для проверки без разрешения автора. Позднее Кан и издательство согласились удалить из книги некоторые материалы, в том числе и часть, касающуюся взаимоотношений АНБ и его английского соперника — Центра правительственной связи.

## Содержание
В книге подробно описана тысячелетняя история криптоанализа. Кан проследил истоки криптологии от появления письменности. Кажется, что люди стали придумывать способы сокрытия своих мыслей сразу после изобретения способа их записи. В книге рассказывается о криптографии в древние времена, в средние века, во времена первой и второй мировых войн. Также рассказывается о работе «чёрных кабинетов», о коммерческих шифровальных устройствах, изобретённых до начала Второй мировой войны, о криптографии в художественной литературе, о английском и американском криптоанализах. Отдельная глава посвящена российской и советской криптоаналитике. Несколько глав посвящены Второй мировой войне, коротко рассказано про АНБ. Заканчивается книга главой, посвящённой поиску внеземных цивилизаций (см. SETI).
В книге «Взломщики кодов» не освещена большая часть истории, связанная со взломом немецкой шифровальной машины «Энигма», так как эта информация стала общественным достоянием только в 1970-е годы. Однако, информацию об этом можно найти в книге  «Seizing the Enigma». Не так много было сказано и об Алане Тьюринге. Также не было освещено и наступление эпохи массового применения криптографии, начавшейся в середине 1970-х годов с изобретения криптосистемы с открытым ключом и принятия стандарта DES.
Книга была переиздана в 1996 году. В новое издание была добавлена глава, кратко описывающая события, прошедшие с момента первой публикации.
Планируется глубокая переработка книги и издание в бумажном переплёте.

## Отзывы
Выпуск книги не остался без внимания.
К изданию проявил большой интерес американский криптограф Мартин Хеллман. Хеллман наткнулся на книгу «Взломщики кодов», когда приступил к своим исследованиям. «Взломщики кодов» была единственным помощником Хеллмана вплоть до сентября 1974 года.
Брюс Шнайер и Нильс Фергюсон в своей книге «Практическая криптография» настоятельно рекомендуют книгу Дэвида Кана к прочтению всем, кто интересуется криптографией.
Книгу не оставили без внимания и такие известные газеты как «The Washington Post», «Time», «The New York Times» и «The Christian Science Monitor». Однако, мнения газетчиков разделились.
По мнению газеты «The New York Times» Кан провёл большую работу и создал книгу, имеющую фундаментальное значение как для специалистов, так и для широкой публики. Аналогичной позиции придерживались и газета «Time». «Time» признала работу Кана наиболее полным изложением криптографии среди уже опубликованных.
На первой международной конференции «РусКрипто — 99», проведённой в 1999 году, труды Кана были признаны наиболее фундаментальными в области криптографии.
Другие издания считали книгу развлекательно-поучительной. По мнению газеты «The Christian Science Monitor» данная книга — лучший выбор для долгого захватывающего чтения. Газета «The Washington Post» тоже поддерживала эту идею и видела в книге набор детективных историй, в котором каждая новая история изобретательней предыдущей, и описание роли, которую сыграла криптография в судьбах армий и государств в годы Второй мировой войны.
По мнению АНБ, в значительной степени повлиявшего на содержание отдельных глав книги, работа Дэвида Кана наиболее публично раскрывает картину, которую когда-либо показывали своей деятельностью радиоэлектронная разведка США и их коллеги, работающие в этой области.
Работа Дэвида Кана была написана, как набор захватывающих детективных историй, а не как скучная книжка по математике с большим числом формул, непонятных простому обывателю, поэтому приобрела коммерческий успех. По некоторым данным, объём продаж второго издания, вышедшего в 1996 году, составил 271 639 экземпляров.

## Издания
- Оригинальное (первое) издание: David Kahn. The Codebreakers — The Story of Secret Writing (англ.). — New York: Charles Scribner's Sons, 1967. — 473 p. — ISBN 0-684-83130-9.
- Обновлённое (второе) издание: David Kahn. The Codebreakers: The Comprehensive History of Secret Communication from Ancient Times to the Internet (англ.). — Scribner, 1996. — 1200 p. — ISBN 0-684-83130-9.
- Издание на русском языке: Дэвид Кан. Взломщики кодов. — Центрполиграф, 2000. — 480 с. — (Секретная папка). — 10 000 экз. — ISBN 5-227-00678-4.